# BC Place
BC Place är en inomhusarena i Vancouver i British Columbia i Kanada. Arenan byggdes inför världsutställningen Expo 86. Bygget påbörjades i april 1981, och anläggningen invigdes den 19 juni 1983.
I första hand spelas fotboll och Kanadensisk fotboll i arenan. BC Place är hemmaarena för Canadian Football League-klubben BC Lions och Major League Soccer-klubben Vancouver Whitecaps FC.
Invignings och avslutningsceremonierna av Olympiska vinterspelen 2010 hölls i arenan.
BC Place har 60 000 sittplatser och har konstgräsbeläggning. Taket är tillverkat i Teflon.